# Dani Alves
Daniel »Dani« Alves da Silva, brazilski nogometaš, * 6. maj 1983, Juazeiro, Brazilija.
Dani je mlajši brat Alexa Alvesa.

## Klubska kariera
Alves je svojo nogometno pot začel v brazilskem klubu Esporte Clube Bahia. Kmalu so ga opazili skavti iz Španije. Leta 2002 je bil tako prvič za šest mesecev posojen v Sevillo.
Medtem je leta 2003 nastopil na svetovnem mladinskem prvenstvu, ki ga je Brazilija dobila. Po vrnitvi s prvenstva je s Sevillo podpisal prvo pogodbo in postal njen stalni član. 
Decembra 2006 je s klubom podpisal novo pogodbo, s katero se je klubu zavezal do leta 2012.
V sezoni 2006-07 je alves na 47 nastopih za Sevillo dosegel 5 golov, nastopil pa je tudi na vseh tekmah kluba v UEFA pokalu, ki jih je Sevilla dobila.
Zaradi dolgoletnega nastopanja za španski klub je Alves dobil špansko državljanstvo, zaradi česar ga sme klub neomejeno vpoklicati v ekipe za nastope na evropskih tekmovanjih.
1. avgusta 2007 je Alves v intervjuju za enega od brazilskih športnih kanalov SporTV izjavil, da namerava zapustiti Sevillo in se pridružiti anglekemu klubu Chelsea F.C.. Svoje želje po selitvi je kasneje izrazil še za španski časopis Marca, za katerega je izjavil, da je počaščen, da si ga želi tako velik klub in, da bi ponudbo le težko zavrnil. V intervjuju za španski športni kanal Antena 3 je 8. avgusta 2007 še enkrat potrdil, da se je njegov agent pogajal s Chelsea in Sevillo nagovarjal k prodaji.
16. avgusta 2007 je Sevilla zavrnila ponudbo Chelsea ter nato 22. avgusta še dve ponudbi istega kluba, ki je za brazilca ponujal 36 milijonov evrov, z obrazložitvijo, da sta odločno prenizki.. 
Alves je kasneje izrazil razočaranje nad predsednikom Seville Del Nidom, ko je Chelsea za precej manjšo vsoto od Barcelone kupila drugega brazilca, branilca Juliana Belettija. S tem je Sevilla dokončno preprečila Alvesov prestop.
Po javnih kritikah in sporu med Alvesom in Del Nidom, se je Alves odločil ostati v Sevilli. Kot razlog za odločitev je navedel smrt soigralca Antonia Puerte, ki naj bi sprtega Alvesa in Del Nida spet zbližala. 
Aprila 2008 so se v javnosti pojavile nepotrjene govorice, da naj bi se Alves dogovoril z Barcelono, da bo v sezoni 2008-09 zaigral za katalonski klub
Po tem, ko je z Barcelono trikrat osvojil Ligo prvakov je leta 2016 prestopil v Juventus.
Poleti 2017 je prestopil v Paris Saint-Germain.

## Reprezentančna kariera
Alves je za brazilsko reprezentanco prvič nastopil na prijateljski tekmi proti Ekvadorju 10. oktobra 2006, kot zamenjava. V prvi postavi je prvič zaigral tri dni kasneje na prijatelsjki tekmi proti kuvajtskemu klubu Al Kuwait Kaifan. 15. julija 2007 je na finalni tekmi Copa Americe proti Argentini prvič zadel, na isti tekmi pa je prispeval tudi podajo k zadetku.

## Dosežki
S Sevillo
- UEFA pokal 2006, 2007
- Copa del Rey 2007
- UEFA Superpokal 2006
- Španski superpokal 2007

Z Brazilijo
- FIFA svetovno mladinsko prvenstvo 2003
- Copa América 2007

Osebni
- MVP UEFA pokala 2006
- MVP UEFA Superpokala 2006